# Шрі Маравіджаятунггаварман
Шрі Маравіджаятунггаварман (д/н — 1017) — хаджі (цар) Шривіджаї у 1006—1017 роках. У китайських джерелах відомий як Се-лі-ма-ла-пі. Сприяв відновленню політичної, військової та економічної потуги імперії, значному розширенню кордонів.

## Життєпис
Син Чудаманівармана. Посів трон 1004 року після загибелі батька. Змушений був продовжувати війну проти Матараму. 1005 року розпочався перелом у війні. У 1006 році було завдано поразки матарамському флоту, що призвело до укладання тимчасового миру зі збереженням статус-кво.
У 1006 році згідно Лейденського напису збудував буддійський монастир на честь батька Чудамівіхара в індостанському місті Нагапаттінам, що свідчить про гарні відносини з паракесарі Раджараджею Чола I. У 1008 році за записами, він надіслав трьох посланців до сунського імператора Чжао Хена.
Китайські джерела також свідчать про велику війну між його Шривіджаєю і Матарамом. У 1016 році було завдано рішучої поразки магараджі Дхармавангси, що призвело до загибелі того та знищення Матараму. Наслідком стало встановлення гегемонії Шривіджаї на Яві та регіоні Великих Зондських островів, зокрема на північному заході та півночі Борнео.
Помер Шрі Маравіджаятунггаварман близько 1017 року. Йому спадкував син або брат Санграма Віджаятунггаварман.